# كأس المكسيك 1932-33
كأس المكسيك 1932-33 (بالإسبانية: Copa México 1932-33)‏ هو موسم من كأس المكسيك. كان عدد الأندية المشاركة فيه 10، وفاز فيه نادي نيكاكسا.